# Schnittmodell

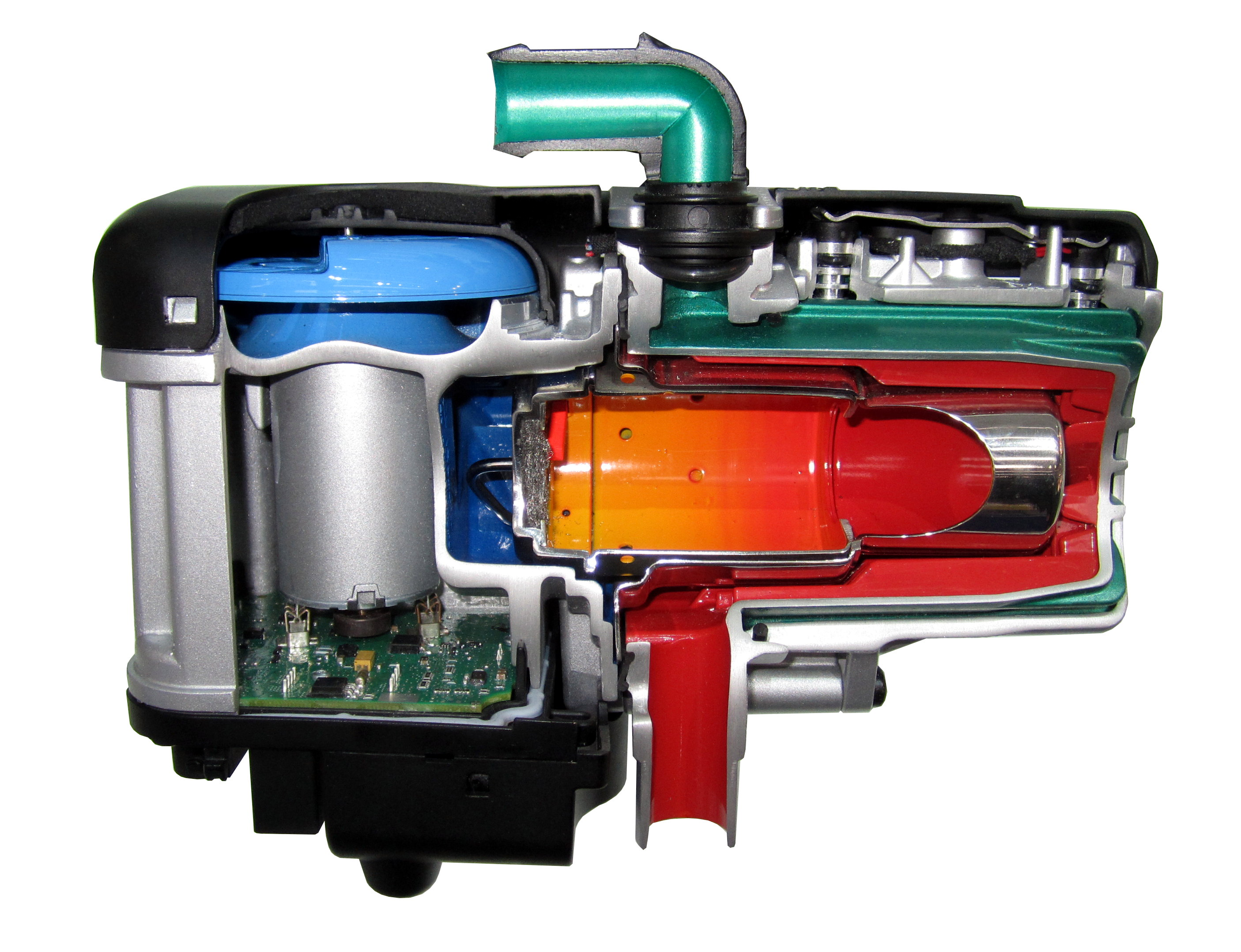
Beispiel für ein technisches Schnittmodell mit eingefärbten Bereichen: eine Standheizung

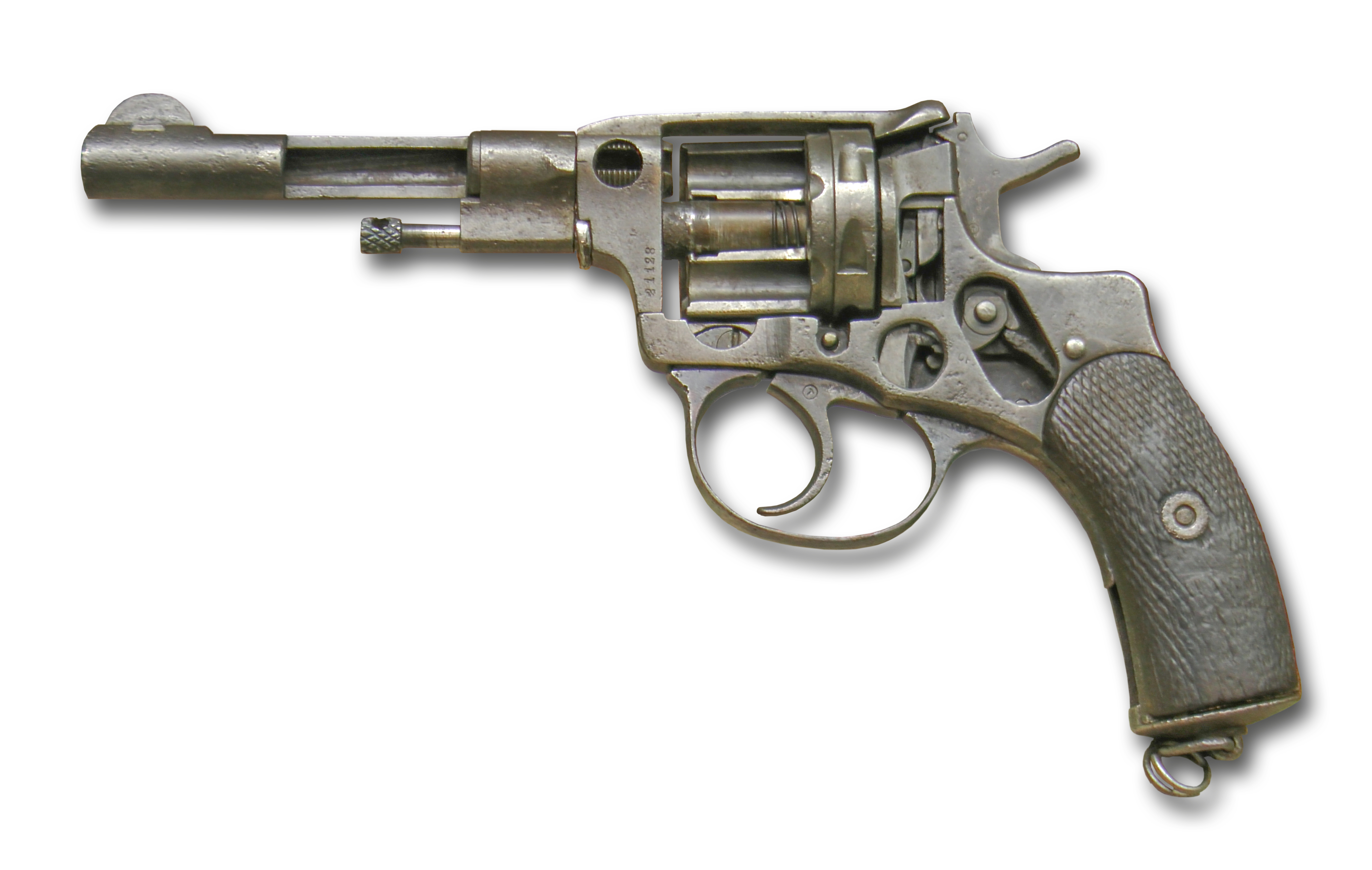
Schnittmodell eines Nagant M1895 Revolver

Ein Schnittmodell ist ein Gegenstand, der zur Veranschaulichung seines inneren Aufbaus und seiner Funktionsweise teilweise aufgeschnitten ist. Häufig werden die Schnittkanten oder einzelne Funktionsbereiche zur besseren Sichtbarkeit gefärbt. Schnittmodelle können beweglich sein und durch gezielte Beleuchtung einzelner Bereiche die jeweilige Funktion besser verdeutlichen, in einem Verbrennungsmotor beispielsweise durch bewegte Kolben, Wellen und Ventile sowie durch Beleuchtung angedeutete Zündung und Verbrennung.
Neben den Originalgegenständen wird häufig auch ein maßstäblich angepasstes Modell benutzt. Diese Schnittmodelle werden neben dem technischen auch im medizinischen Bereich verwendet. Wenn es sich dabei um ein vereinfachtes Modell handelt, spricht man häufig auch von einem Anschauungsmodell.